# Mesopolobus longicaudae
Mesopolobus longicaudae is een vliesvleugelig insect uit de familie Pteromalidae. De wetenschappelijke naam is voor het eerst geldig gepubliceerd in 1979 door Doganlar.